# Hipòdrom de la Castellana
L'Hipódromo de la Castellana, també conegut com a Estadio del Hipódromo, era un recinte esportiu dedicat a les curses de cavalls que estava localitzat al Paseo de la Castellana de Madrid. La instal·lació es va estrenar com a part de les celebracions del casament entre Alfons XIII i María de las Mercedes de Orleans, el 31 de gener de 1878.
Construït per l'enginyer Francisco Boguerín, va ser una de les primeres pistes permanents de la ciutat de Madrid. La parcel·la, on ara hi ha els edificis d'oficina de Nuevos Ministerios, era aleshores als afores de Madrid.
L'expansió cap al nord del Paseo de la Castellana va suposar que es tanqués la pista i se n'enderroquessin les instal·lacions, el 1933.

## Futbol
A principis del segle xx, l'Estadio del Hipódromo va allotjar partits de futbol, com:
- Els partits de la Copa de la Coronació.
- Els partits de la Copa del Rei de 1903.
- La final de la Copa del Rei de 1906.
- La final de la Copa del Rei de 1907.